# 토머스 쿡

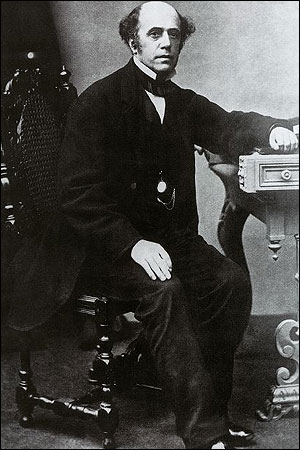
토머스 쿡

토머스 쿡(영어: Thomas Cook, 1808년 11월 22일 ~ 1892년 7월 18일)는 잉글랜드의 기업인이다. 자신의 이름을 딴 여행사 토머스 쿡 & 선의 창업자로 잘 알려져 있다.

## 생애
토머스 쿡은 1808년 11월 22일 잉글랜드 더비셔주 멜번에서 9 Quick Close에 살았던 존과 엘리자베스 쿡 사이에서 태어났다.
10세 나이에 쿡은 일주일에 6 펜스를 받으며 정원사 보조원으로 일하기 시작했다. 14세 때 삼촌 존 페그 밑에서 견습을 받으며 5년 동안 가구공으로 일했다.
쿡은 엄격한 침례교인으로 자랐다. 1826년 2월, 그는 침례교 선교사가 되었으며 마을 전도사로서 지역을 여행하면서 팜플릿을 배포하고 때로는 돈을 벌기 위해 가구공으로 일했다.
1832년에 쿡은 레스터셔주의 마켓하버러의 애범앤드이브 스트리트로 이사했다. 쿡은 그 지역의 침례교 목사인 프랜시스 비어드솔(Francis Beardsall)의 영향을 받아 1833년 새해 첫날 금주 서약을 했다. 금주 운동의 일환으로 단체를 조직하고 반 주류 행진을 하였다.
1833년 3월 2일 쿡은 러틀랜드주의 배로든에서 메리앤 메이슨(Marianne Mason, 1807년 ~ 1884년)과 결혼했다. 아들 존 메이슨 쿡(John Mason Cook)은 1834년 1월 13일에 태어났다. 토머스 쿡은 1892년 7월 18일 레스터의 나이턴에서 사망했다. 그는 레스터의 웰퍼드 로드 묘지에 아내와 딸과 같이 묻혔다.